# Los Rodríguez
Los Rodríguez és un grup musical amb influència del rock llatí, format per Andrés Calamaro, Julián Infante, Ariel Rot i Germán Vilella.
El grup va néixer el 1990 i va començar fent petits concerts a sales de Madrid on van néixer les seves primeres cançons que anys més tard formarien part dels seus singles i del seu primer disc; anomenat "Buena Suerte", 1991, que va ser publicat gràcies a l'ajuda de Félix Arribas, component del grup "Los Pekenikes" al seu estudi. Aquest disc va aconseguir molta fama, però no en van poder vendre gaire discos degut a la fallida de la discogràfica. Poc més tard, però, van començar a gravar sense l'ajuda de ningú, anant a una companyia independent que no va dubtar en fitxar-los.
Van editar sis discos; "Buena Suerte"; "Disco Pirata" gravat en directe a diferents llocs com Madrid o Barcelona; "Sin Documentos" que va tenir una molt bona rebuda a Espanya, la cançó del mateix nom va formar part de la banda sonora d'una pel·lícula espanyola anomenada "Caballos salvajes"; "Palabras más, palabras menos" que va permetre fer una gira amb Joaquín Sabina per tot Espanya; "Hasta luego" i "Para no olvidar". Aquests dos últims únicament de recopilacions. va estar actiu fins a 1995 i després treurien dos discos de recopilacions. L'any 2000, Julián Infante va morir a conseqüència de la sida.
Dos dels seus components, Julián Infante i Ariel Rot, ja havien format part del conegut grup Tequila, de finals dels anys 70, Andrés Calamaro havia participat en altres grups musicals des de ben jove i Germán Vilella havia gravat diversos discos i havia fet diverses gires a Espanya i els Estats Units anteriorment tot i ser el més jove del grup, amb 25 anys.
Després de la dissolució del grup, Andrés Calamaro i Ariel Rot, van decidir continuar la seva carrera en solitari; carrera que ja havien començat abans de la formació del grup.

## Components del grup
Andrés Calamaro va començar la seva carrera musical des de ben jove, va pertànyer a diversos grups musicals, com ara el grup "Raíces" o "Los Abuelos de la Nada", a part d'editar altres discs en solitari com "Hotel Calamaro" 1984 i "Vida Cruel" el 1986. L'any 1990 va formar el grup "Los Rodríguez" com a cantant, compositor i pianista del grup.
Ariel Rot, va ser membre del grup anomenat "Tequila" l'any 1977, que poc després es dissoldria. És llavors quan Rot inicia una època fosca en la seva vida per culpa de l'addicció amb les drogues. D'aquests anys en surten discs en solitari com "Debajo del puente" de 1984 i "Vértigo" de 1985, fins que l'any 1990 va formar el grup "Los Rodríguez" com a guitarrista, compositor i cantant eventual.
Julián Infante, va ser un altre component del grup "Tequila". Després de la dissolució del grup, va seguir fent aportacions a altres grups musicals com "Desperados", "Martirio" o "Glutamato Ye-ye", fins que passa a formar part del grup "Los Rodríguez" del que seria guitarrista, compositor i cantant, eventualment. No va poder editar el seu primer disc en solitari, perquè l'any 2000 va morir víctima del virus de la sida.
Germán Vilella, nord-americà d'origen portorriqueny, va néixer el 1964, va formar part del grup "Piter Pank" però només va gravar un disc amb ells. A part d'aquest grup, va formar part de "Topo", també va fer d'acompanyant a diversos cantants com la "banda de Mercedes Ferrer", va fer de músic amb Antonio Flores, Iñaqui y Los Beatos, Suburbano, Toreros Muertos, i d'acompanyant en diverses gires musicals a Luis Eduardo Aute, Luz Casal, Mercedes Ferrer, Paula Molina, Alex i Christina i molts d'altres. L'any 1990 va formar part del grup "Los Rodríguez" a la bateria. En el transcurs d'aquests anys va gravar amb Joaquín Sabina i fer concerts amb Fito Páez i Salvador Domínguez (Banzai). Després de Los Rodríguez va gravar amb Gabriel Carámbula, Jaime Urrutia, Ariel Rot i va fer concerts amb Alex de la Nuex, Salvador Domínguez, La Cabra Mecánica, Nena Daconte, El Canto del Loco, Fernando Martín, Ariel Rot, etc. També va ser director musical i bateria de José el Francés i Mesalla i productor artístic de Gori Carmona o Mon (cantant del grup Lombardi). De 2002 a 2012 va formar part de Los Corsarios, grup que acompanya en Jaime Urrutia des de la dissolució del seu grup Gabinete Caligari.
El palafrugellenc Daniel Zamora va fer de baixista del grup fins al 1993.

## Discografia
- Buena Suerte, 1991
- Disco Pirata, 1992 Recopilació
- Sin Documentos, 1993
- Palabras Más, Palabras Menos. 1995
- Hasta Luego. 1996
- Para no Olvidar. 2002

### “Buena Suerte” (1991)
- A los ojos
- Dispara
- Engánchate conmigo
- Mi Enfermedad
- La parte de atrás
- 100 Pájaros volando
- Canal 69
- Señorita
- La mujer de 1 amigo
- La mirada del Adiós
- Peor es nada
- Sol y sombra
- Buena suerte
- Un día menos
- Tormentas de arena
- Demasiado tarde

De les quals, A Los ojos, Dispara i Engánchate conmigo van ser "singles" d'aquest disc.

### Disco Pirata (1992)
- Boogie de los Piratas
- No estoy borracho
- Mr. Jones
- Mi Enfermedad
- Engánchate conmigo
- A los ojos
- Adiós amigos, adiós
- Canal 69
- Rock del ascensor
- Sábado a la aoche
- Copa rota

De les quals, No Estoy borracho i Copa rota, en van ser els "singles". És una recopilació dels seus temes en directe, el nom d'aquest disc ve donat perquè, després del fracàs de la discogràfica que els havia publicat el primer disc, van voler piratejar-se ells mateixos les cançons que tenien en directe i regalar-les als seus amics per Nadal. Aquest disc va ser finançat per ells mateixos i va sortir a la venda posteriorment.

### Sin Documentos (1993)
- Pequeño salto mortal
- Hasta que el sueño venga
- Dulce condena
- Sin documentos
- Na, Na, Na
- 7 Segundos
- Salud (Dinero y Amor)
- Mi Rock perdido
- Me estás atrapando otra vez
- Mala suerte...
- Algo se está rompiendo
- Especies que desaparecen

De les quals, Dulce condena, Sin documentos, Salud (Dinero y Amor) i Mi Rock perdido, en van ser els "singles".

### Palabras Más, Palabras Menos (1995)
- Milonga del Marinero y el Capitán
- Palabras más palabras menos
- Aquí no podemos hacerlo
- Todavía una Canción de Amor
- Para no olvidar
- El tiempo dirá
- En un Hotel de Mil Estrellas
- Mucho mejor
- La puerta de al lado
- Una forma de vida
- Extraño
- 10 años después
- Algunos hombres buenos

Dels quals, Milonga del Marinero y el Capitán, Palabras más palabras menos, Aquí no podemos hacerlo, Todavía una Canción de Amor i Para no olvidar, en van ser els "singles". Aquest disc conté col·laboracions d'artistes com Coque Malla, Raimundo Amador, Joaquín Sabina i Sergio Makaroff. Palabras más, palabras menos els va permetre fer una nova gira que va tenir molt d'èxit i, després d'aquesta, es van separar.

### Hasta Luego (1996)
- Mi Enfermedad.
- Copa Rota
- A los ojos
- Engánchate conmigo
- Buena suerte
- Canal 69
- Sin documentos
- Me estás atrapando otra vez
- Dulce condena
- Salud (Dinero y Amor)
- Palabras más, palabras menos
- Aquí no podemos hacerlo
- Milonga del marinero i el capitán
- Extraño
- Para no olvidar
- Mucho mejor
- En el último trago
- Cuanto te has ido
- La mirada del adiós

Aquest disc va ser el més venut de tots, és una recopilació de les cançons que havien triomfat en els seus altres.

### Para no Olvidar (2002)
Va ser una recopilació de tots els seus cds feta l'any 2002, molt més tard de la dissolució del grup, i després de la mort de Julián Infante.